# Ziemia Jamesona
Ziemia Jamesona (duń. Jameson Land) – region Grenlandii w środkowej części jej wschodniego wybrzeża, obejmujący duży półwysep, którego nasada (na zachód) nosi nazwę Ziemi Scoresby’ego.
Obejmuje ją obszar gminy Sermersooq, na Ziemi Jamesona leży miasto Ittoqqortoormiit. Na południe od półwyspu leży największy fiord na Ziemi, Kangertittivaq (duń. Scoresbysund). Ziemia ta została nazwana na cześć Roberta Jamesona, szkockiego przyrodnika.